# Jonava (stad)
Jonava is een stad in Litouwen en is hoofdstad van de gelijknamige gemeente Jonava. De stad bevindt zich ongeveer 30 kilometer ten noorden van de stad Kaunas, dicht bij de monding van de rivier Šventoji in de rivier Neris. De plaats werd gesticht in 1740 en kreeg in 1864 stadsrechten.

## Partnersteden
- Děčín (Tsjechië)

## Geboren
- Linas Balčiūnas (14 februari 1978), wielrenner

## Bezienswaardigheden
Elk jaar vindt in Jonava een midzomernachtsfeest plaats op 23-24 juli.

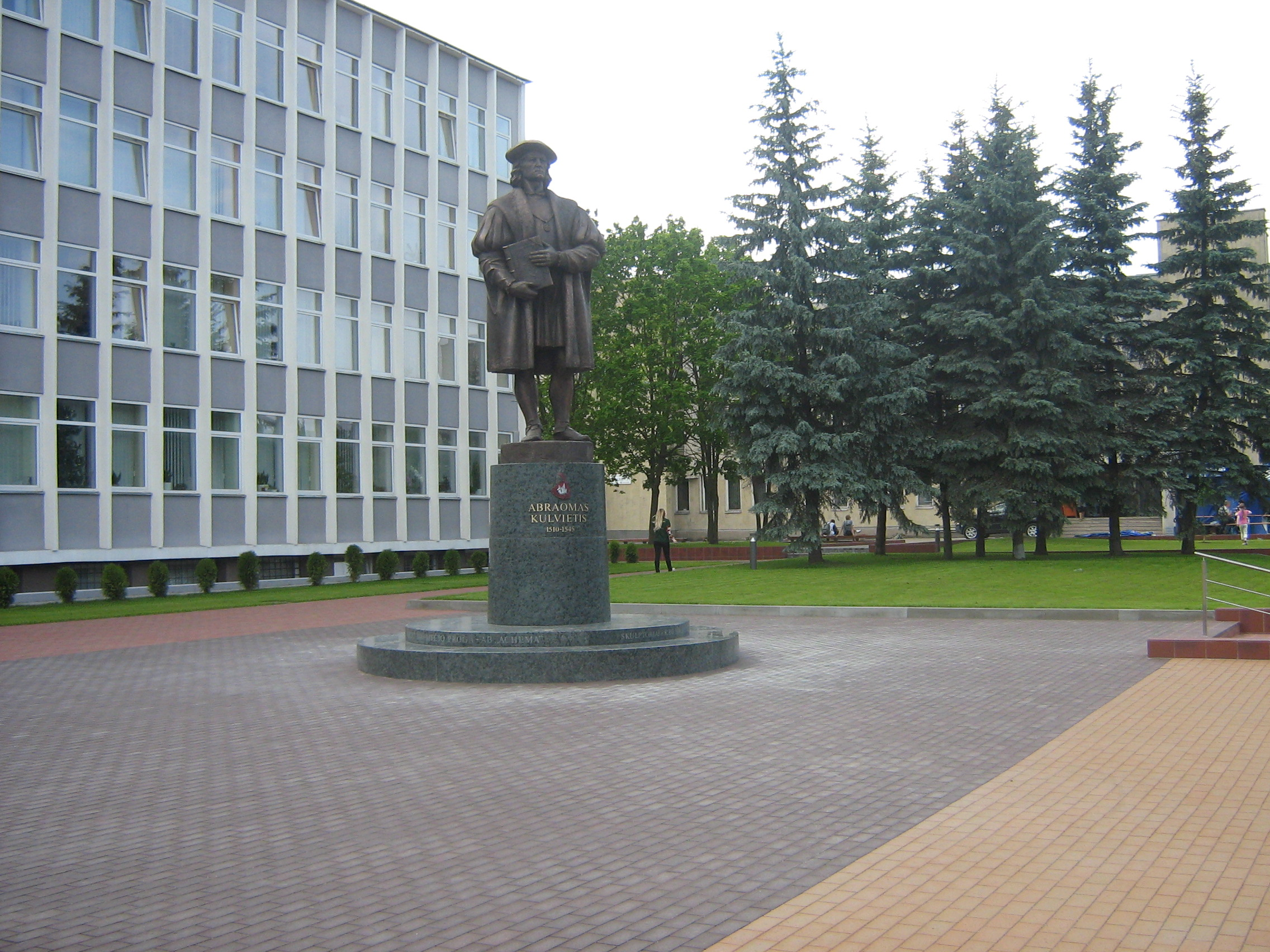
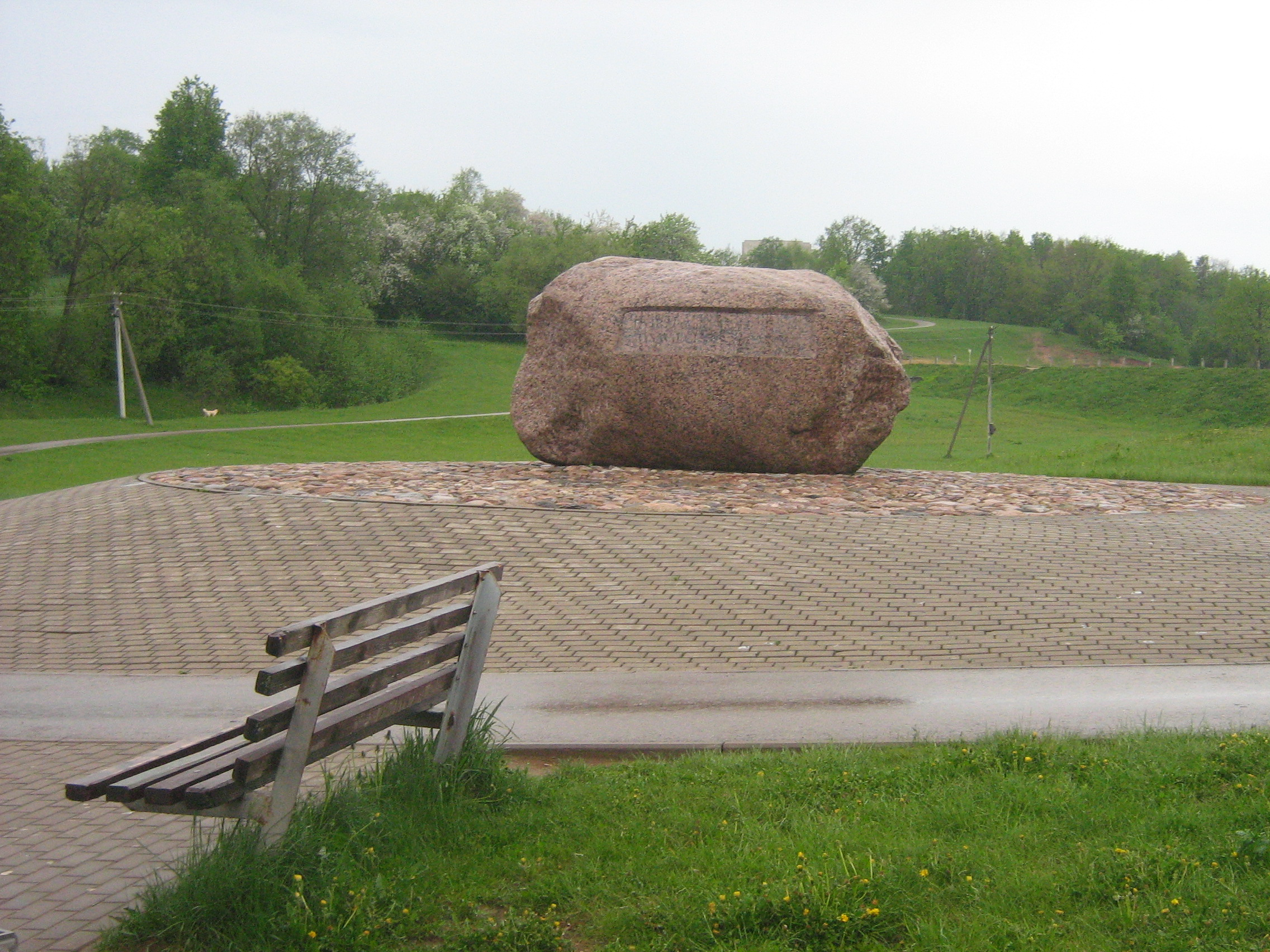
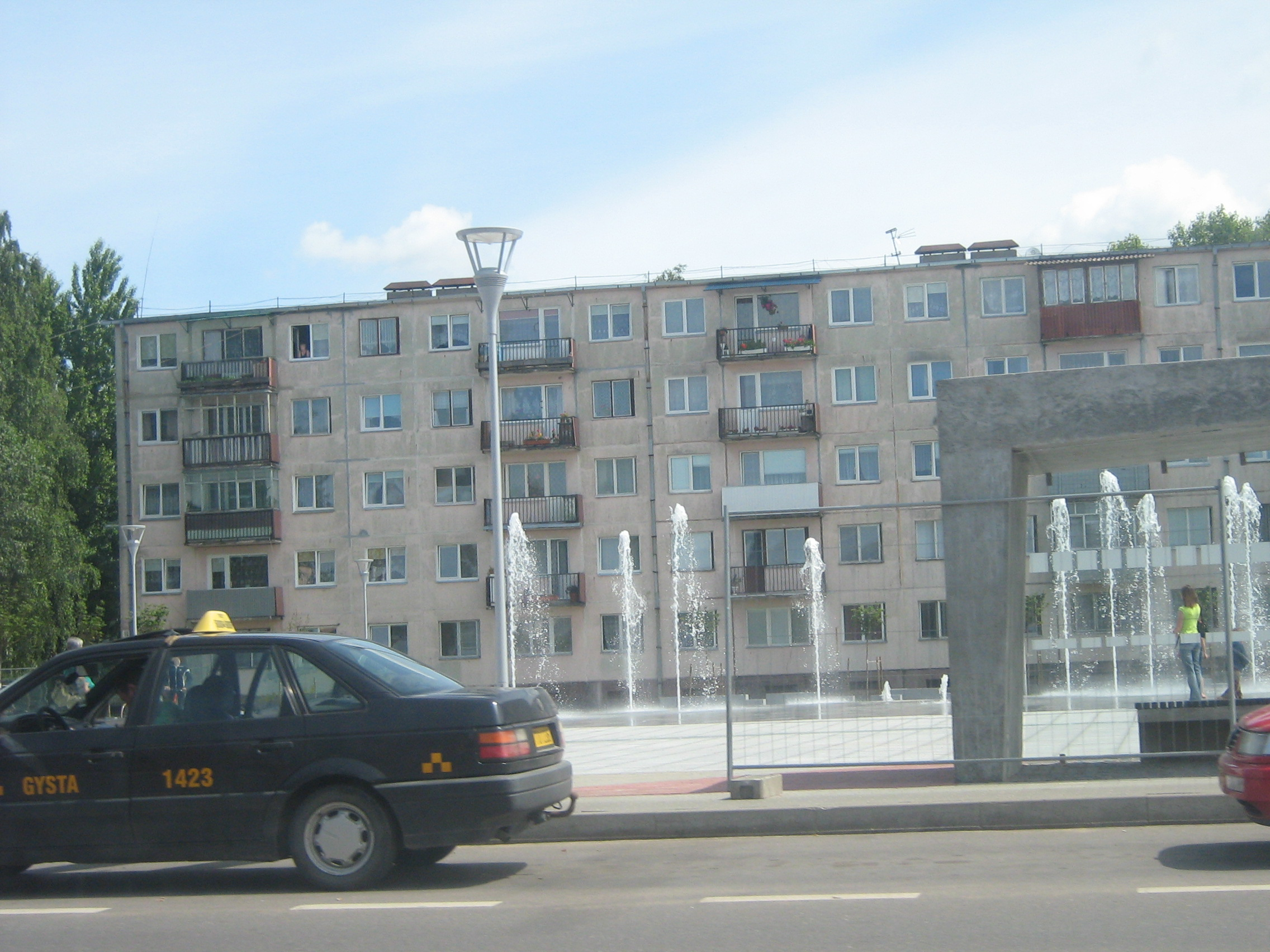
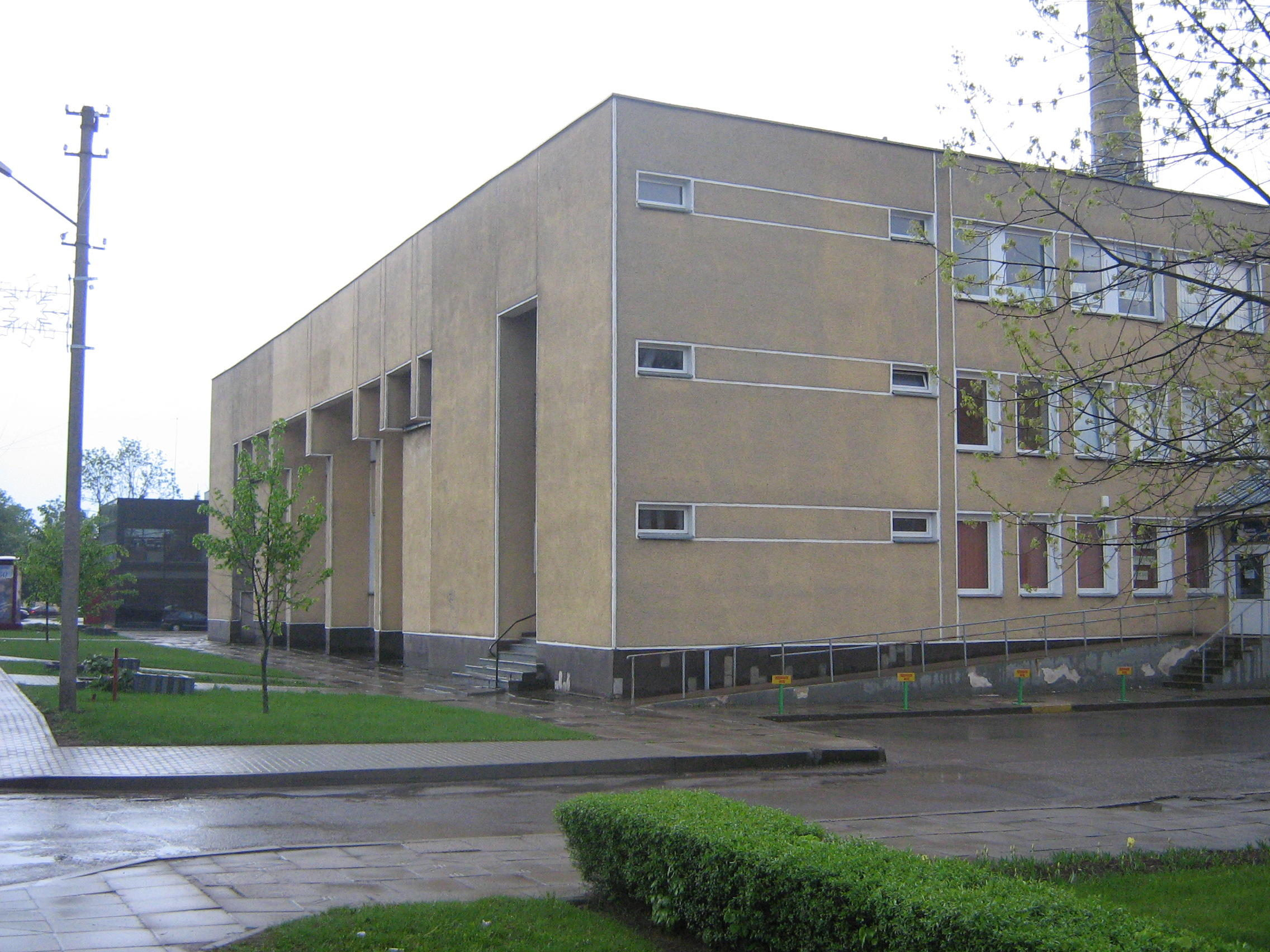
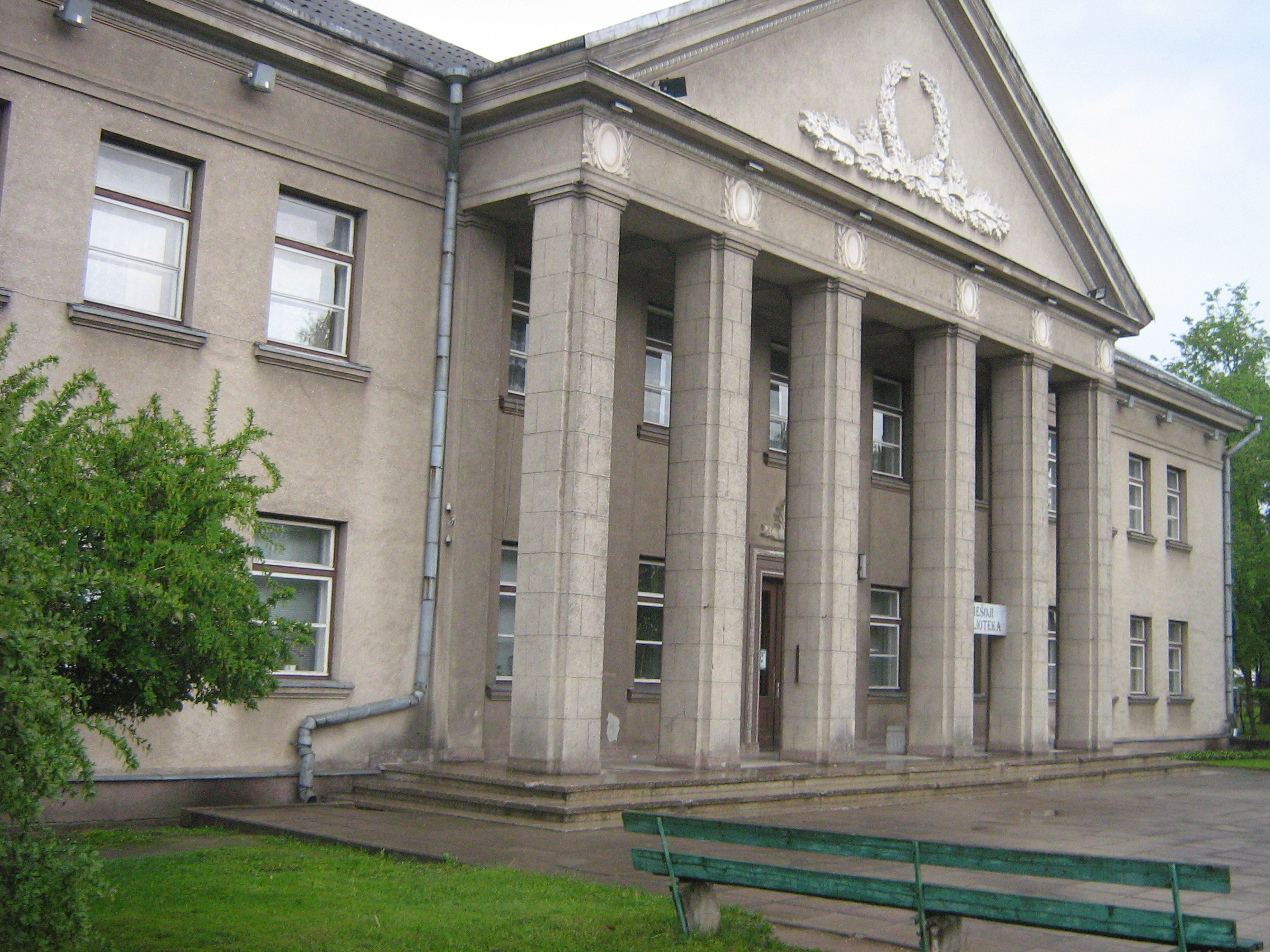
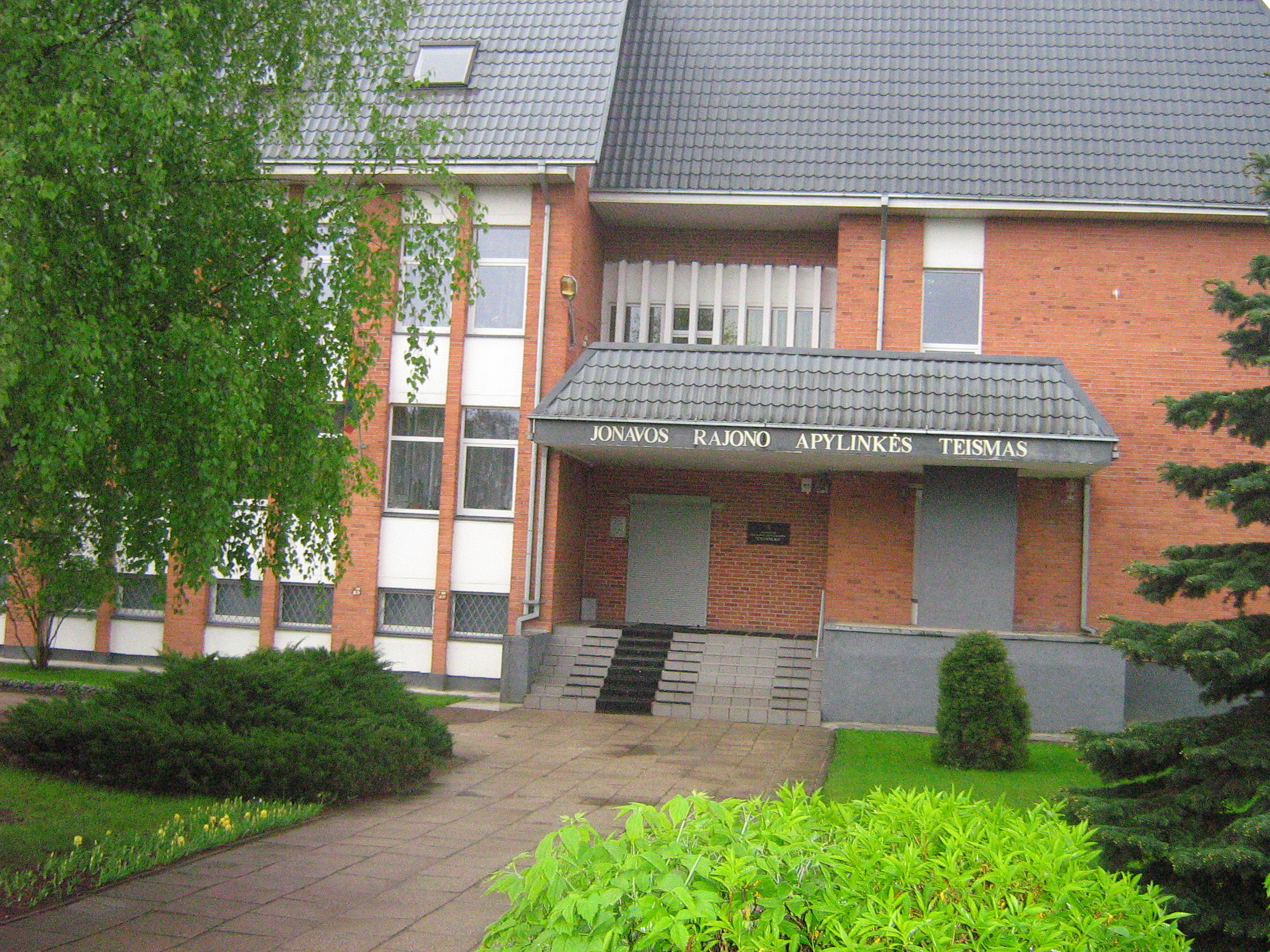
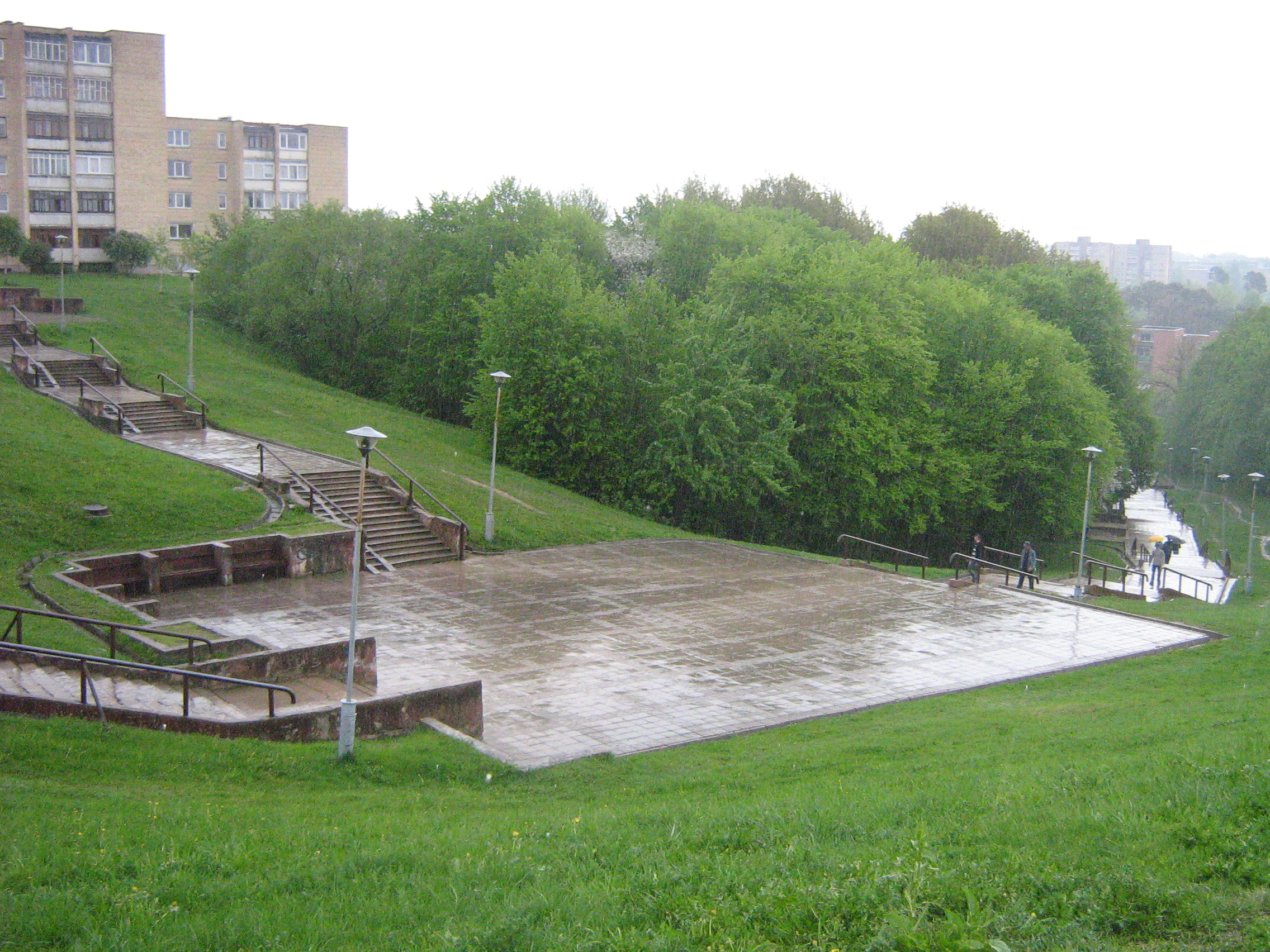
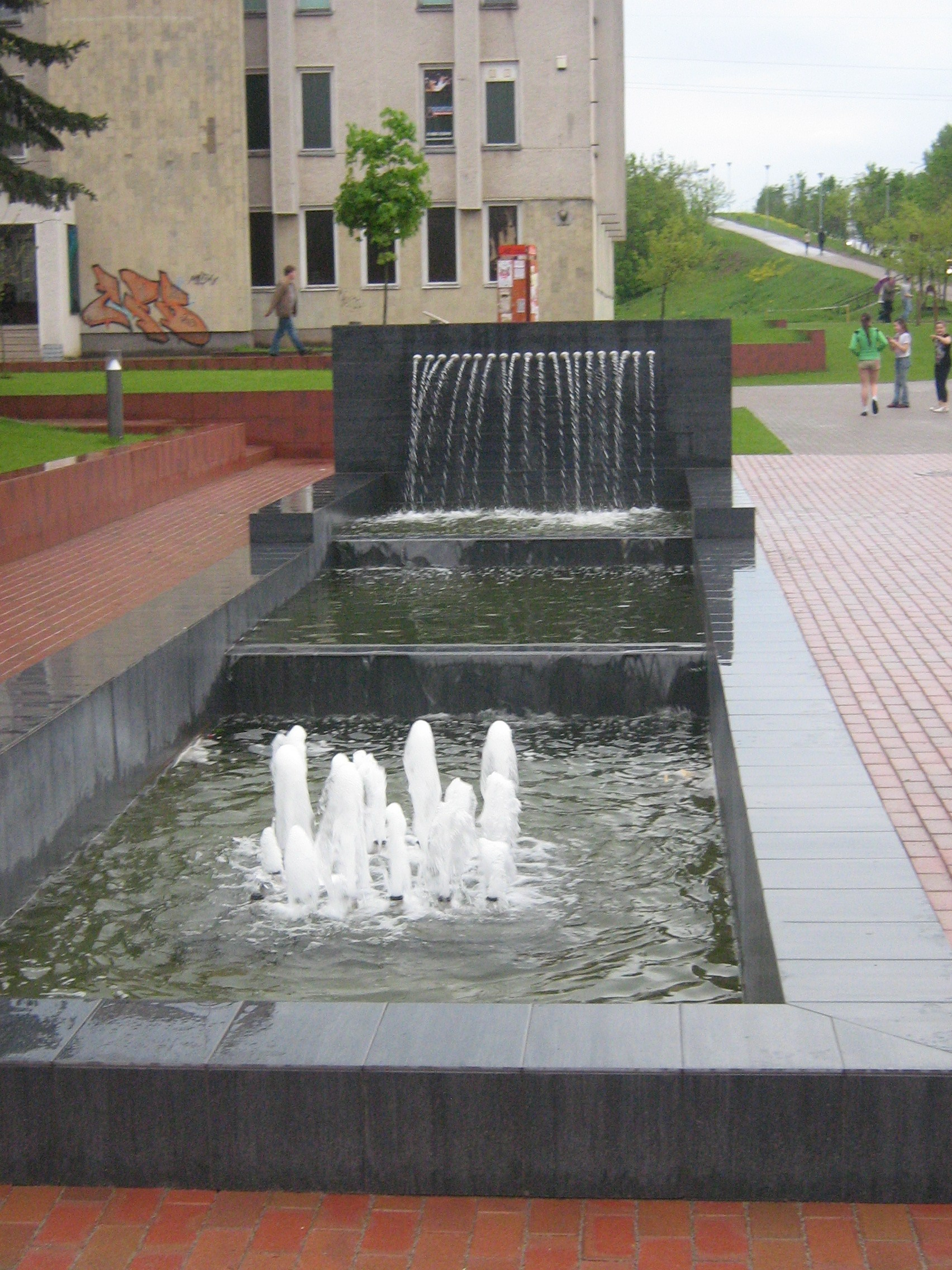
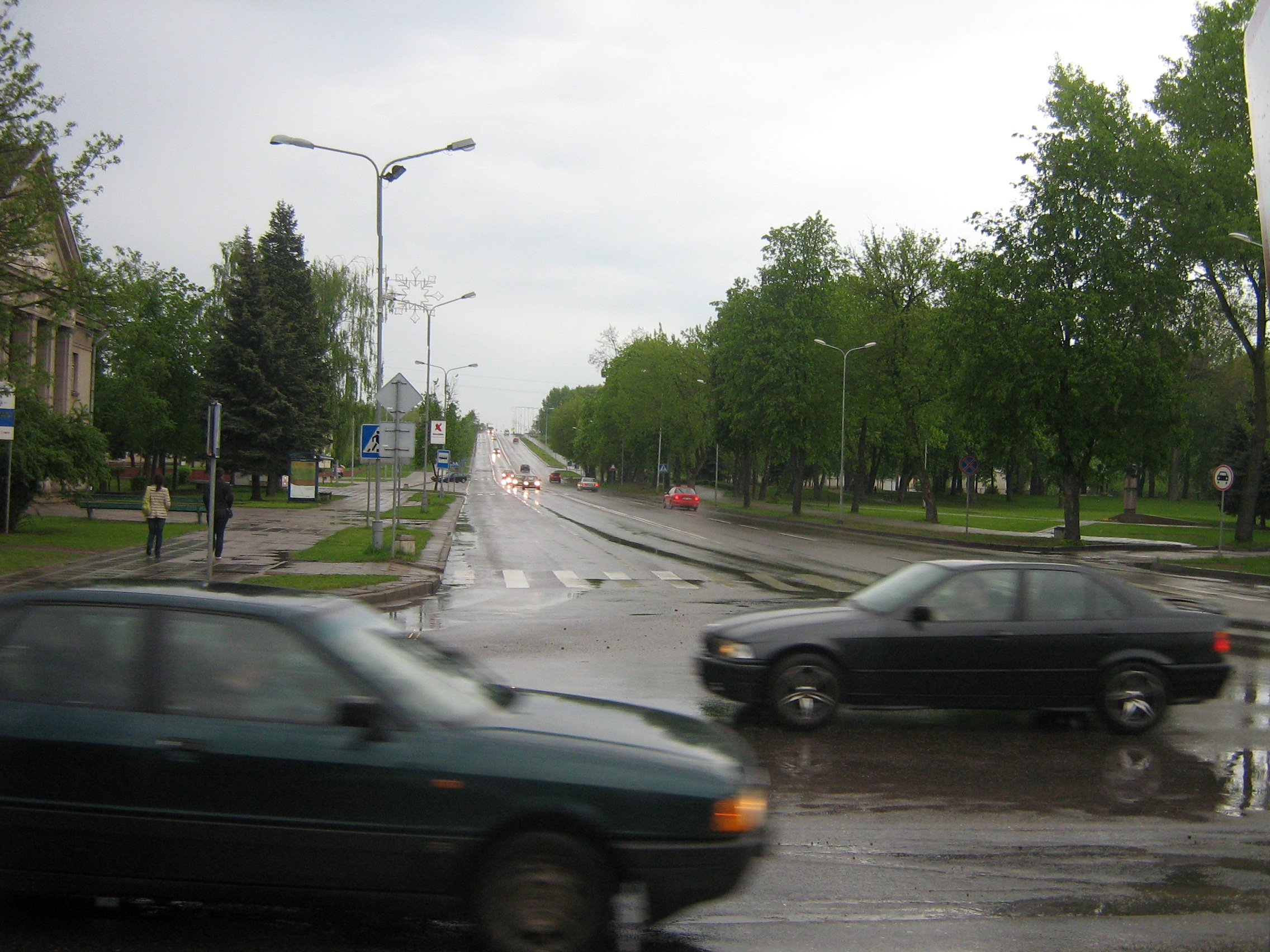
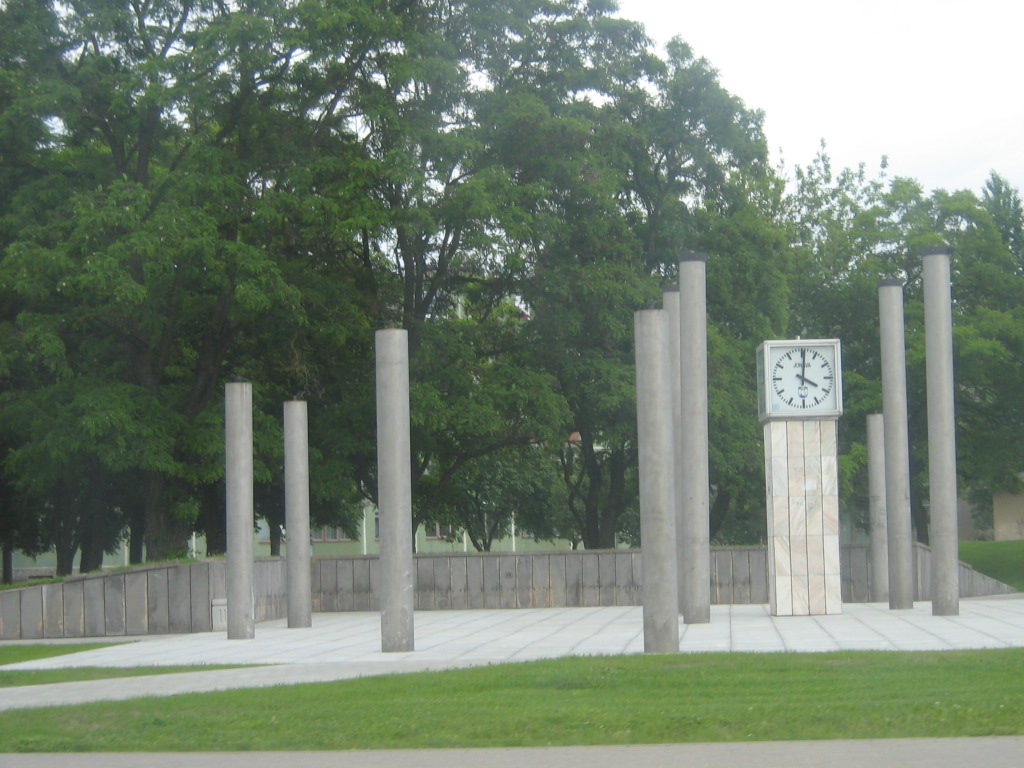
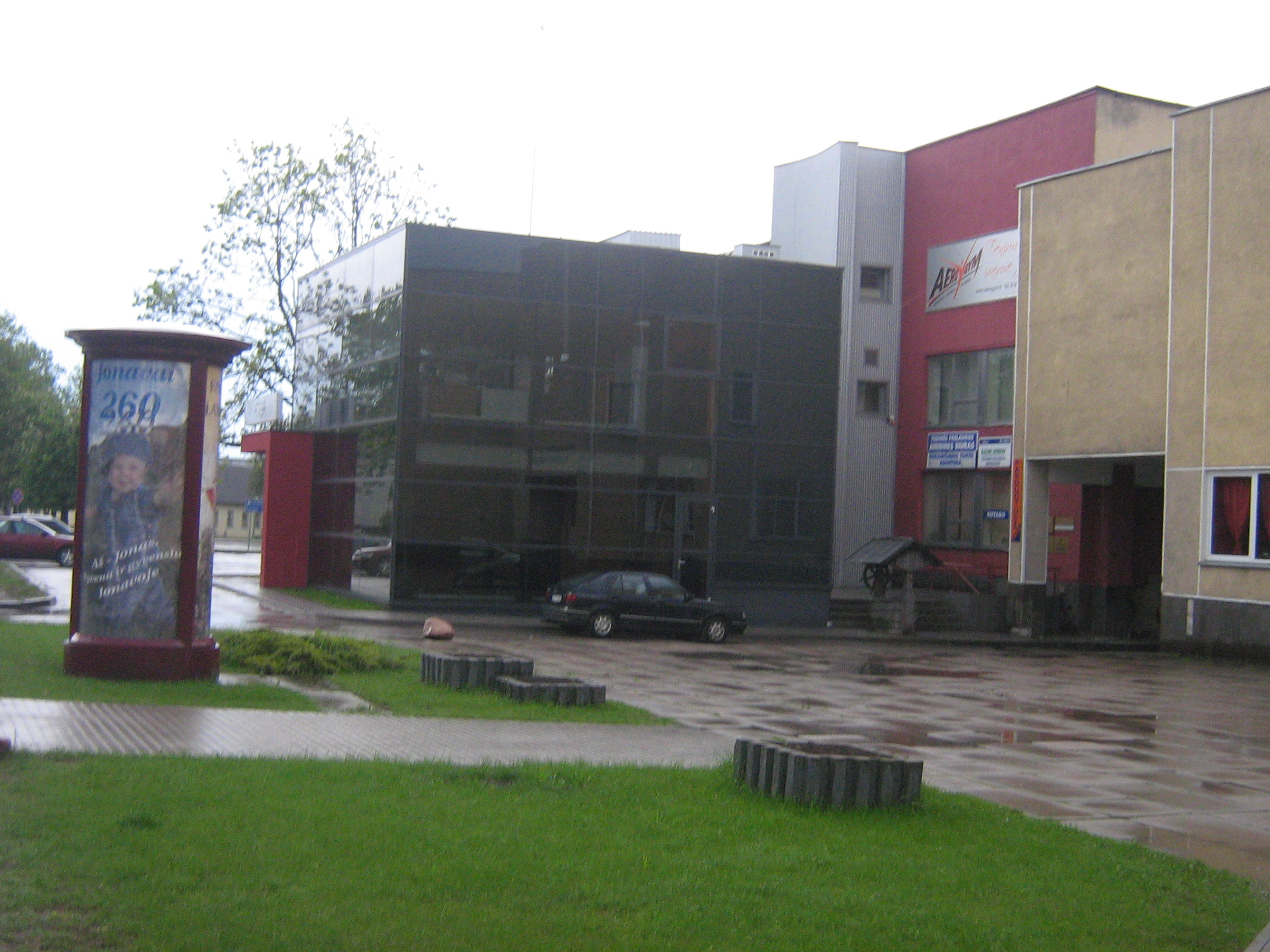
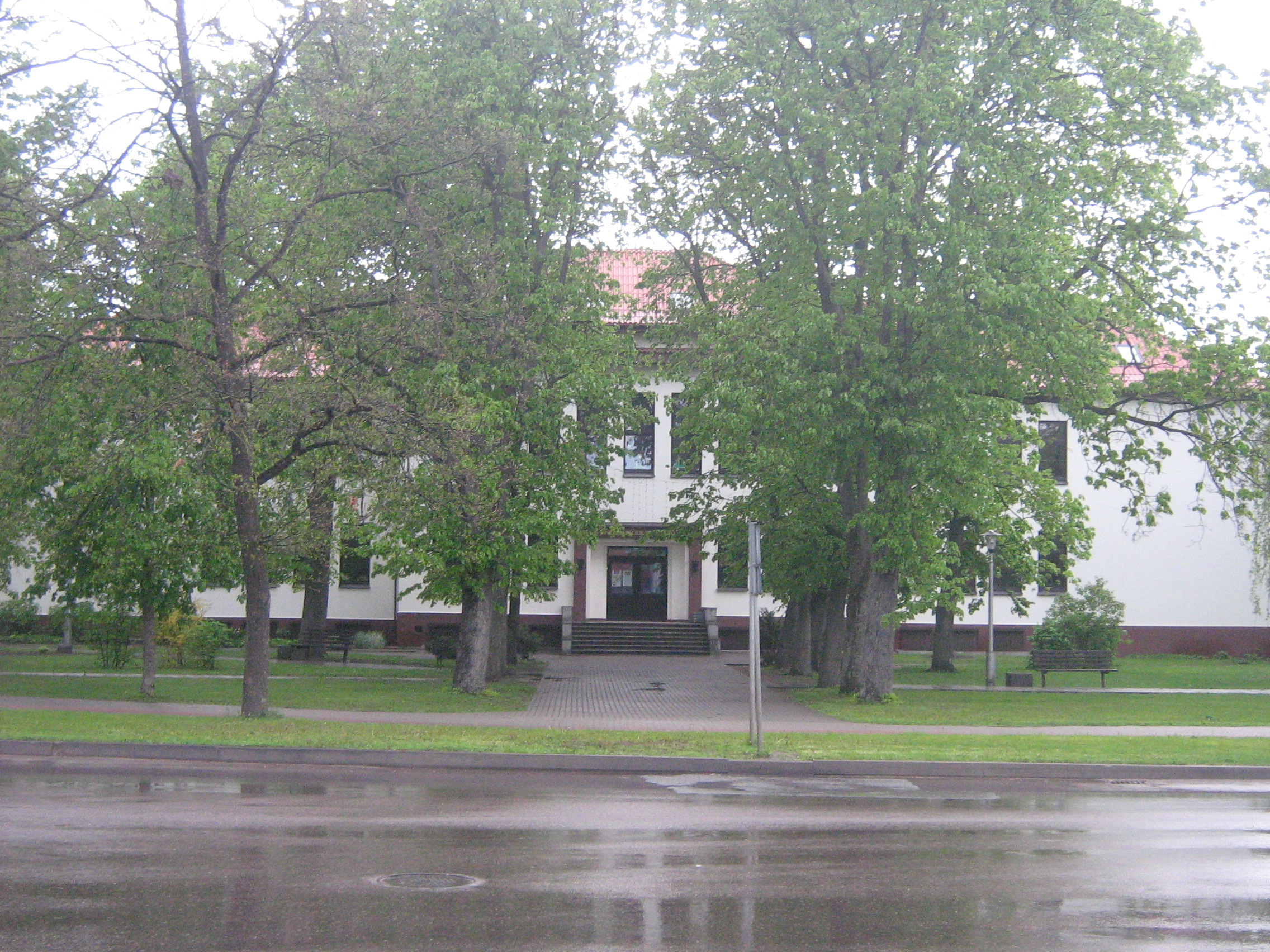
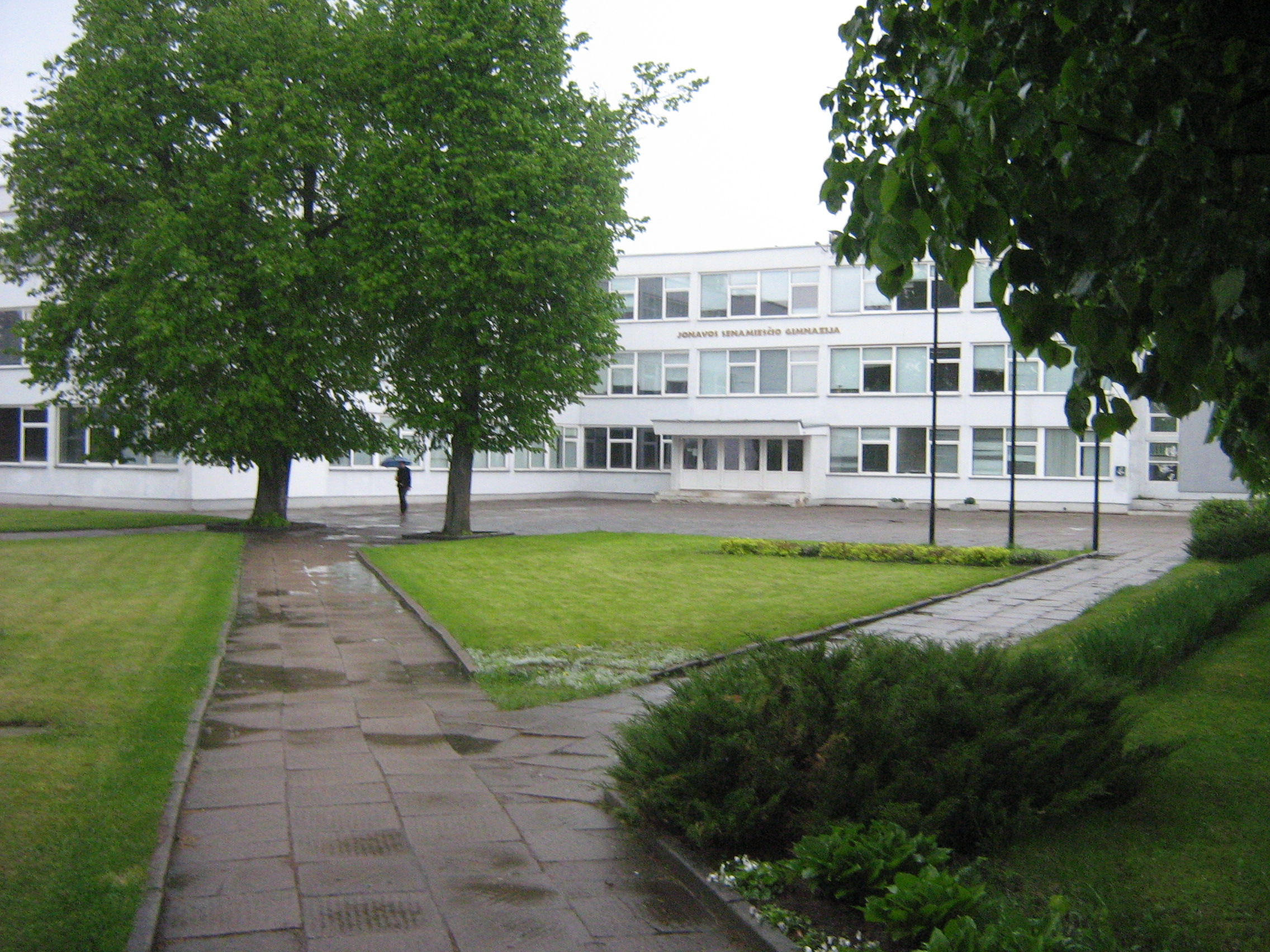
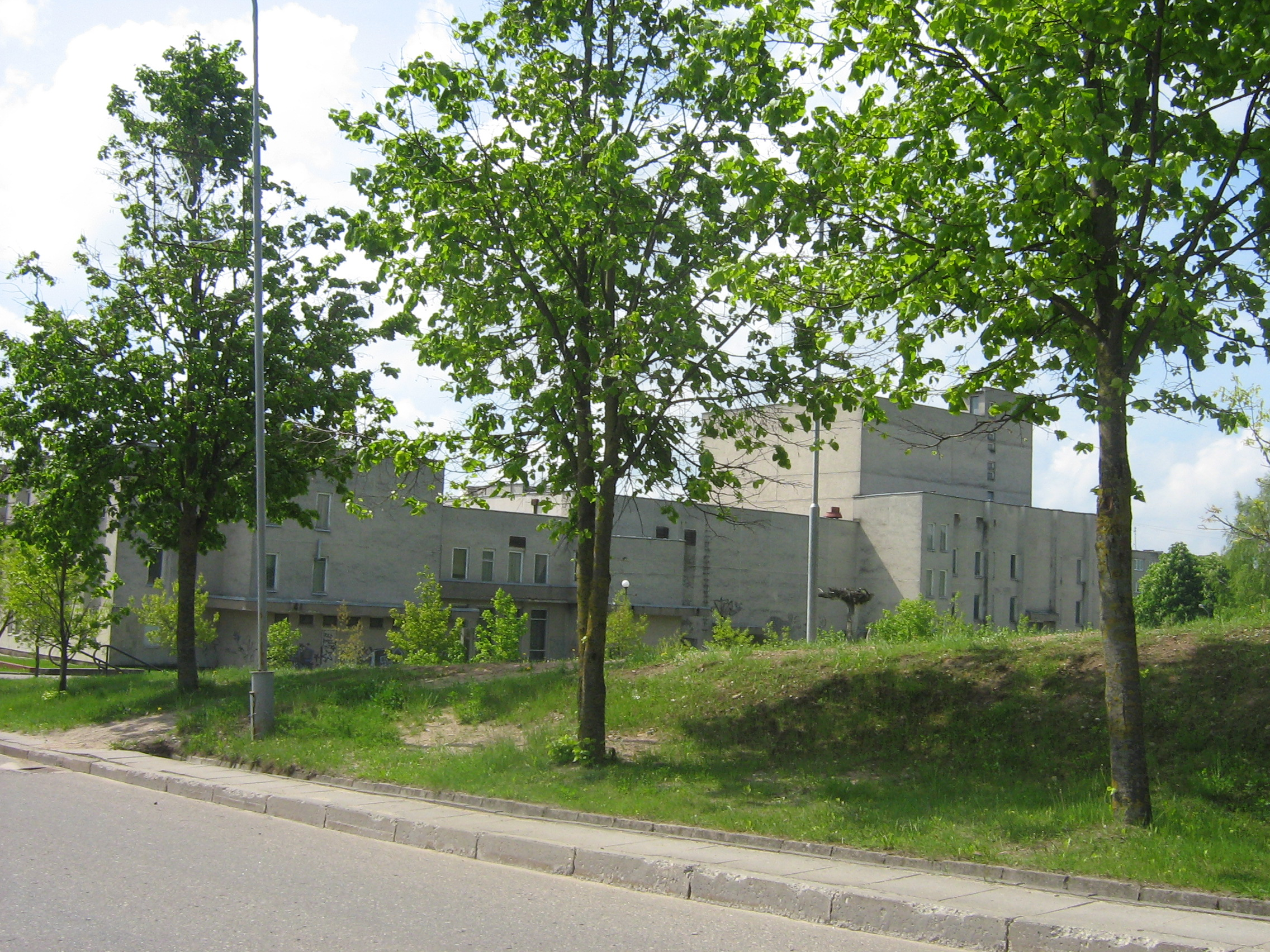
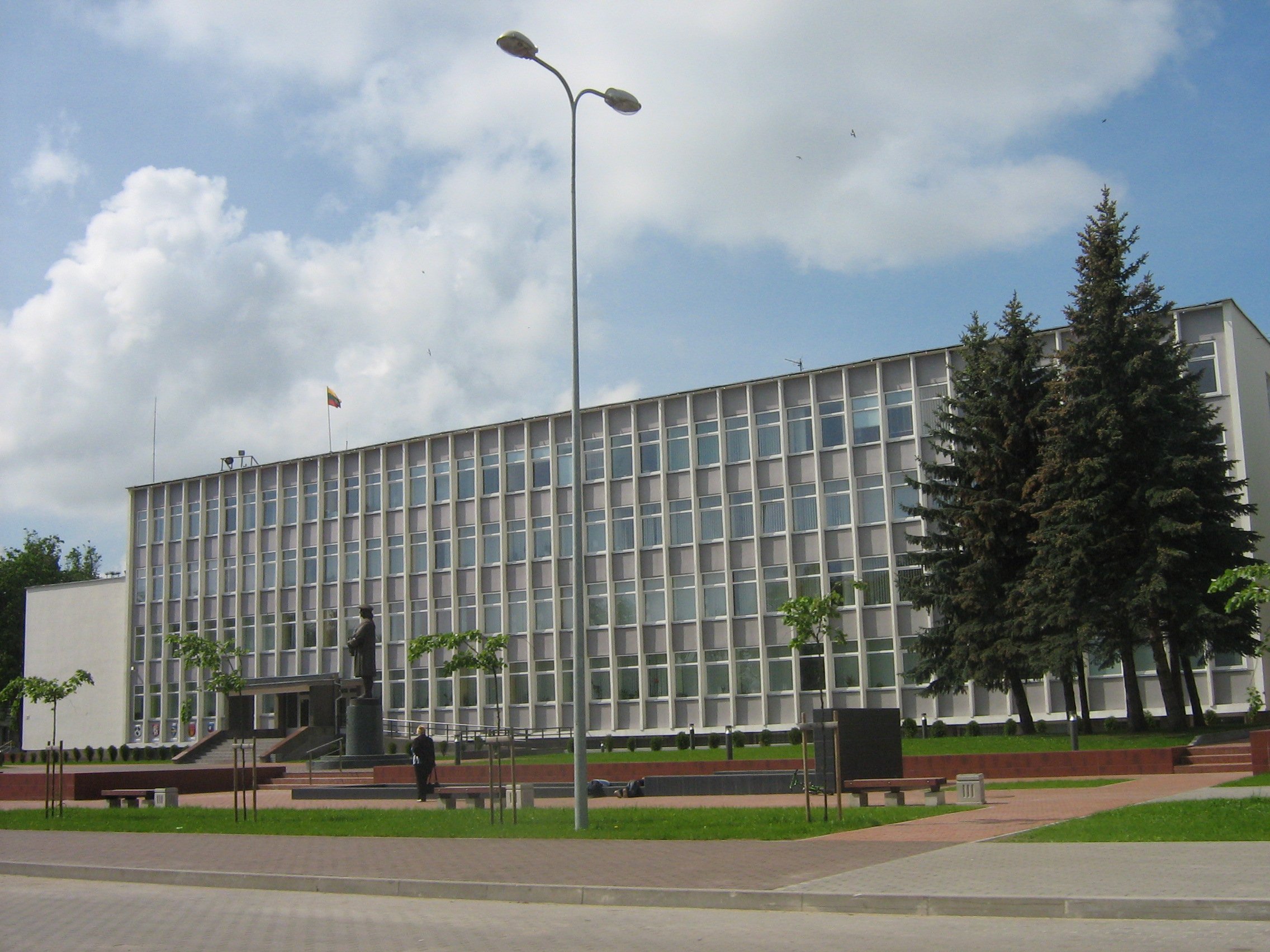
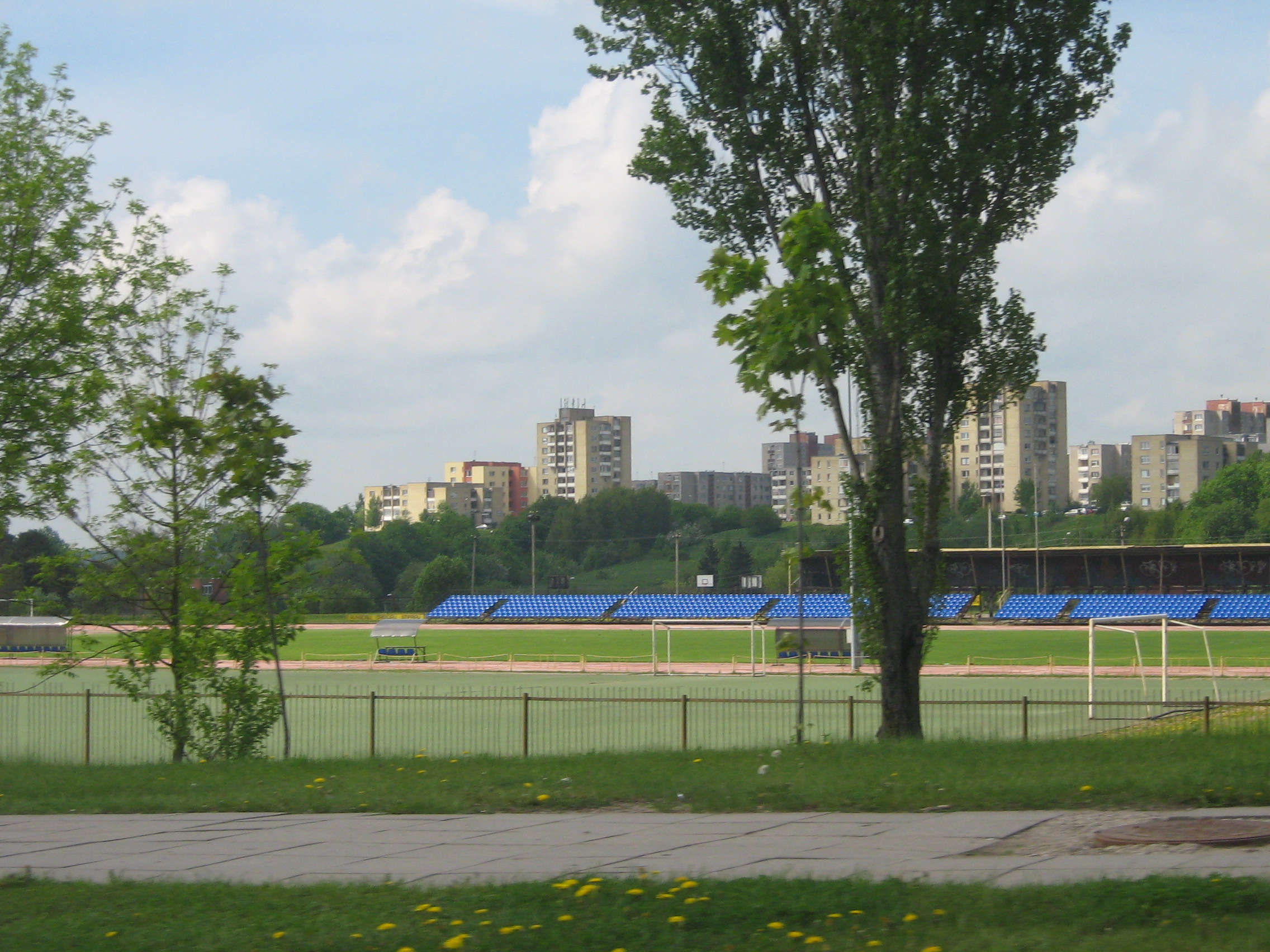